# Програма мінімальних моделей
Програма мінімальних моделей — це частина біраціональної класифікації алгебричних многовидів. Її мета — побудова якомога простішої біраціональної моделі будь-якого комплексного проєктивного многовиду. Предмет ґрунтується на класичній біраціональній геометрії поверхонь, що вивчається італійською школою, і нині перебуває в активному вивченні.

## Основні принципи
Основна ідея теорії полягає в спрощенні біраціональної класифікації многовидів шляхом знаходження в кожному класі біраціональної еквівалентності многовиду, «простого, наскільки це можливо». Точне значення цієї фрази розвивається разом з розвитком самої теорії. Спочатку для поверхонь це означало знаходження гладкого многовиду {\displaystyle X}, для якого будь-який біраціональний морфізм {\displaystyle f:X\rightarrow X'} з гладкою поверхнею {\displaystyle X'} є ізоморфізмом.
У сучасному формулюванні метою теорії є таке. Припустимо, що дано проєктивний многовид {\displaystyle X}, який, для простоти, є несингулярним. Можливі два варіанти:
- Якщо {\displaystyle X} має розмірність Кодайри[en] {\displaystyle \kappa (X,K_{X})=-\infty }, ми хочемо знайти многовид {\displaystyle X^{\prime }}, біраціональний до {\displaystyle X}, і морфізм {\displaystyle f:X'\rightarrow Y} у проєктивний многовид {\displaystyle Y}, такий, що {\displaystyle \mathrm {dim} Y<\mathrm {dim} X^{\prime }}, з антиканонічним класом[en] {\displaystyle -K_{F}} шару загального вигляду {\displaystyle F}, який є рясним. Такий морфізм називають простором розшарування Фано.
- Якщо {\displaystyle \kappa (X,K_{X})} не менше від 0, ми хочемо знайти {\displaystyle X'}, біраціональний {\displaystyle X} з канонічним неф-класом[en] {\displaystyle K_{X^{\prime }}}. У цьому випадку {\displaystyle X'} є мінімальною моделлю для {\displaystyle X}.

Питання про несингулярності многовидів {\displaystyle X'} і {\displaystyle X}, наведених вище, є важливим. Виглядає природним сподіватись, що якщо ми починаємо з гладкого {\displaystyle X}, ми завжди знайдемо мінімальну модель або простір розшарування Фано всередині категорії гладких многовидів. Однак це не так, так що стає необхідним розглядати сингулярні многовиди. Сингулярності, що виникають, називають термінальними сингулярностями.

## Мінімальні моделі поверхонь
Будь-яка незвідна комплексна алгебрична крива є біраціональною до єдиної гладкої проєктивної кривої, так що теорія для кривих тривіальна. Випадок поверхні спочатку дослідили італійці в кінці XIX — початку XX століття. Теорема про стягування Кастельнуово, по суті, описує процес побудови мінімальної моделі будь-якої гладкої поверхні. Теорема стверджує, що будь-який нетривіальний біраціональний морфізм {\displaystyle f:X\rightarrow Y}повинен стягувати −1-криву в гладку точку, і навпаки, будь-яку таку криву можна гладко стягнути. Тут −1-крива є гладкою раціональною кривою C із самоперетином C.C = −1. Будь-яка така крива повинна мати K.C=−1, що показує, що якщо канонічний клас є неф-класом, то поверхня не має −1-кривих.
З теореми Кастельнуово випливає, що для побудови мінімальної моделі для гладкої поверхні, ми просто стягуємо всі −1-криві на поверхні, і отриманий многовид Y або є (єдиною) мінімальною моделлю з неф-класом K, або лінійчастою поверхнею (яка є такою ж, як і 2-вимірний простір розшарування Фано, і є або проєктивною площиною, або лінійчастою поверхнею над кривою). У другому випадку лінійчаста поверхня, біраціональна до X, не єдина, хоча існує єдина поверхня, ізоморфна добутку проєктивної прямої і кривої.

## Мінімальні моделі в просторах високих розмірностей
У розмірностях, більших від 2, залучається потужніша теорія. Зокрема, існують гладкі многовиди {\displaystyle X}, які не біраціональні будь-якому гладкому многовиду {\displaystyle X'} з канонічним неф-класом. Головне концептуальне просування 1970-х і ранніх 1980-х років — побудова мінімальних моделей залишається можливим з ретельним описом можливих сингулярностей моделей. (Наприклад, ми хочемо зрозуміти, чи є {\displaystyle K_{X'}} неф-класом, так що число перетинів {\displaystyle K_{X'}{\cdot }C} має бути визначеним. Отже, принаймні, наші многовиди повинні мати {\displaystyle nK_{X'}} дивізор Картьє для деякого додатного числа {\displaystyle n}.)
Першим ключовим результатом є теорема про конуси Морі, яка описує структуру конуса кривих {\displaystyle X}. Коротко, теорема показує, що починаючи з {\displaystyle X}, можна за індукцією побудувати послідовність многовидів {\displaystyle X_{i}}, кожен з яких «ближчий», ніж попередній, до неф-класу {\displaystyle K_{X_{i}}}. Однак процес може ускладнитись — у деякій точці многовид {\displaystyle X_{i}} може стати «занадто сингулярним». Гіпотетичне вирішення цієї проблеми — перебудова[уточнити], вид хірургії корозмірності 2 на {\displaystyle X_{i}}. Неясно, чи існує необхідна перебудова, або що процес завжди зупиниться (тобто що досягнемо мінімальної моделі {\displaystyle X'} за скінченне число кроків.) Морі показав, що перебудови існують у 3-вимірному випадку.
Існування загальніших лог-перебудов з'ясував Шокуров для розмірностей три і чотири. Згодом це узагальнили для вищих розмірностей Біркар, Каскіні, Хекон, і Маккернан, спираючись на раніші роботи Шокурова, Хекона і Маккернана. Вони поставили також деякі інші задачі, зокрема узагальнення лог-канонічних кілець та існування мінімальних моделей для лог-многовидів загального вигляду.
Завдання зупинки лог-перебудов у просторах вищої розмірності залишається об'єктом активного дослідження.